# Eerste nationale herenhandbal 2007/08
De eerste nationale 2007–08 is de hoogste divisie in het Belgische handbal.

## Teams
| Ploeg              | Plaats       | Provincie      | Trainers                                             | Hal                         |
| ------------------ | ------------ | -------------- | ---------------------------------------------------- | --------------------------- |
| HC AtomiX          | Haacht       | Vlaams-Brabant | Vlag van onbekend gebied                             | Den Dijk                    |
| Achilles Bocholt   | Bocholt      | Limburg        | Gabrie Rietbroek                                     | De Damburg                  |
| HC Eynatten        | Eynatten     | Luik           | Willy Kück                                           | Sporthalle Eynatten         |
| Initia HC Hasselt  | Hasselt      | Limburg        | Luc Boiten                                           | Alverberg                   |
| ROC Flémalle       | Flémalle     | Luik           | Thierry Herbillon                                    | Hall omnisports André Cools |
| KV Sasja HC        | Hoboken      | Antwerpen      | Alex Jacobs                                          | Sorghvliedt                 |
| Sporting Neerpelt  | Neerpelt     | Limburg        | Gerrit Stavast Henryck Mrowiec vroegtijdig ontslagen | Dommelhof                   |
| United HC Tongeren | Tongeren     | Limburg        | Jos Schouterden                                      | Eburons Dôme                |
| Union Beynoise     | Beyne-Heusay | Luik           | Bujar Qerimi                                         | Hall Omnisports Edmond Rigo |
| HC Visé BM         | Wezet        | Luik           | Vlag van onbekend gebied                             | Hall Omnisports de Visé     |

## Reguliere competitie
| Pos | Club               | Wed | W  | G | V  | Ptn | DT  | DV  | +/−  | Opmerking                                          |
| --- | ------------------ | --- | -- | - | -- | --- | --- | --- | ---- | -------------------------------------------------- |
| 1   | KV Sasja HC        | 18  | 15 | 1 | 2  | 31  | 572 | 431 | +141 | Geplaatst voor Play-off                            |
| 2   | Initia HC Hasselt  | 18  | 13 | 1 | 4  | 27  | 491 | 429 | +62  | Geplaatst voor Play-off                            |
| 3   | Sporting Neerpelt  | 18  | 11 | 0 | 7  | 22  | 473 | 444 | +29  | Geplaatst voor Play-off                            |
| 4   | United HC Tongeren | 18  | 10 | 0 | 8  | 20  | 492 | 482 | +10  | Geplaatst voor Play-off                            |
| 5   | Achilles Bocholt   | 18  | 9  | 1 | 8  | 19  | 488 | 497 | -9   | Geplaatst voor Play-off                            |
| 6   | HC AtomiX          | 18  | 9  | 0 | 9  | 18  | 495 | 503 | -8   | Geplaatst voor Play-off                            |
| 7   | ROC Flémalle       | 18  | 8  | 0 | 10 | 16  | 474 | 505 | -31  | Geplaatst voor play-down                           |
| 8   | HC Eynatten        | 18  | 7  | 0 | 11 | 14  | 518 | 497 | +21  | Geplaatst voor play-down                           |
| 9   | HC Visé BM         | 18  | 4  | 0 | 14 | 8   | 430 | 533 | -103 | Geplaatst voor play-down                           |
| 10  | Union Beynoise     | 18  | 2  | 1 | 15 | 5   | 454 | 566 | -112 | Rechtstreeks gedegradeerd naar de tweede nationale |

## Nacompetitie

### Play-down
- HC Don Bosco Gent is runner-up van de tweede nationale.

| Pos | Club              | Wed | W | G | V | Ptn | DT  | DV  | +/− | Opmerking                     |
| --- | ----------------- | --- | - | - | - | --- | --- | --- | --- | ----------------------------- |
| 1   | HC Eynatten       | 6   | 5 | 1 | 0 | 12  | 180 | 139 | +41 |                               |
| 2   | ROC Flémalle      | 6   | 4 | 1 | 1 | 8   | 190 | 149 | +41 |                               |
| 3   | HC Visé BM        | 6   | 2 | 0 | 4 | 6   | 168 | 165 | +3  |                               |
| 4   | HC Don Bosco Gent | 6   | 0 | 0 | 6 | 0   | 122 | 207 | -85 | Blijft in de tweede nationale |

### Play-off

#### Groep A
| Pos | Club              | Wed | W | G | V | Ptn | DV  | DT  | +/− | BP | Opmerking                       |
| --- | ----------------- | --- | - | - | - | --- | --- | --- | --- | -- | ------------------------------- |
| 1   | KV Sasja HC       | 4   | 3 | 0 | 1 | 9   | 137 | 121 | 16  | +3 | Geplaatst voor de Best of Three |
| 2   | Sporting Neerpelt | 4   | 2 | 0 | 2 | 6   | 115 | 123 | -8  | +2 |                                 |
| 3   | Achilles Bocholt  | 4   | 1 | 0 | 3 | 3   | 115 | 123 | -8  | +1 |                                 |

#### Groep B
| Pos | Club               | Wed | W | G | V | Ptn | DV  | DT  | +/− | BP | Opmerking                       |
| --- | ------------------ | --- | - | - | - | --- | --- | --- | --- | -- | ------------------------------- |
| 1   | Initia HC Hasselt  | 4   | 3 | 0 | 1 | 9   | 113 | 93  | +20 | +3 | Geplaatst voor de Best of Three |
| 2   | HC AtomiX          | 4   | 2 | 0 | 2 | 5   | 103 | 102 | +1  | +1 |                                 |
| 3   | United HC Tongeren | 4   | 1 | 0 | 3 | 4   | 110 | 131 | -21 | +2 |                                 |

### Rangschikking wedstrijden

#### 5e en 6e plaats
| 15 mei 2008 | United HC Tongeren | 34 - 25 | Achilles Bocholt |

#### 3e & 4e plaats
| 15 mei 2008 | Sporting Neerpelt | 30 - 27 | HC AtomiX |

### Best of Three
| 15 mei 20008 | Initia Hasselt | 24 - 29 | KV Sasja HC | Alverberg, Hasselt |
| 15 mei 20008 |                |         |             | Alverberg, Hasselt |
| 15 mei 20008 |                |         |             | Alverberg, Hasselt |

| 18 mei 2008 | KV Sasja HC | 41 - 36 | Initia Hasselt | Sorghvliedt, Antwerpen |
| 18 mei 2008 |             |         |                | Sorghvliedt, Antwerpen |
| 18 mei 2008 |             |         |                | Sorghvliedt, Antwerpen |

|             |
| KV SASJA HC |
| 6de titel   |